# Policijska akademija 5: Zadatak Miami Beach
Policijska akademija 5: Zadatak Miami Beach (engleski izvornik: Police Academy 5: Assignment Miami Beach), američka filmska komedija iz 1987. godine. Peta iz franšize Policijske akademije.

## Sažetak
Generacija pitomaca s policijske akademije, sada policajci, idu na policijsku konvenciju u Miami Beach. Nespretnošću smušenog Lassarda i jednog od zločinaca opljačkano blago završi zločincima na krivom mjestu. Zločinci se pokušavaju dočepati izgubljena plijena a da ne skrenu pozornost na sebe.